# Daniel J. Evans

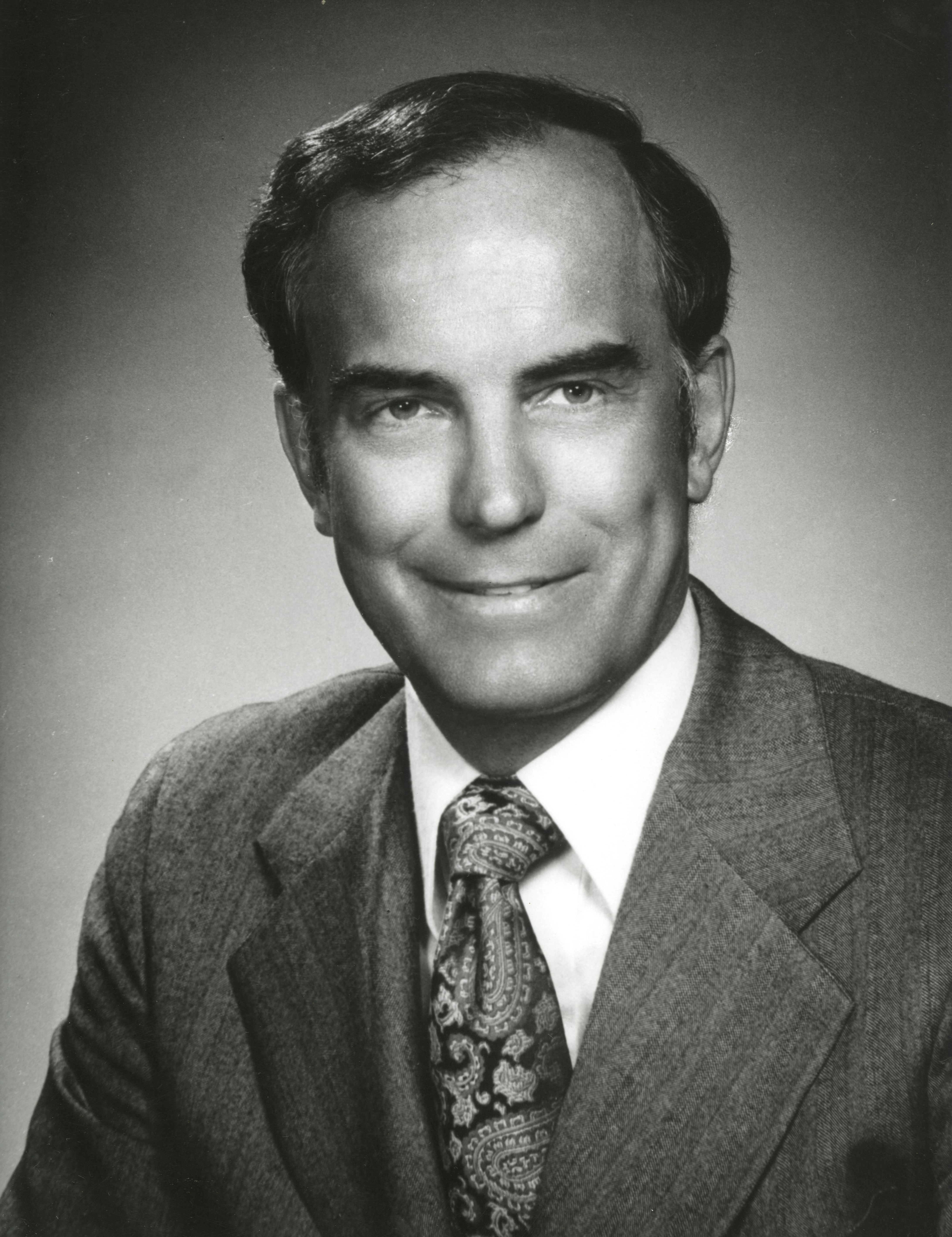
Daniel J. Evans

Daniel Jackson Evans (* 16. Oktober 1925 in Seattle, Washington; † 20. September 2024 ebenda) war ein US-amerikanischer Politiker der Republikanischen Partei. Er war von 1965 bis 1977 der 16. Gouverneur von Washington und vertrat diesen Bundesstaat auch im US-Senat.

## Frühe Jahre und politischer Aufstieg
Daniel Evans entstammte einer bereits seit 1859 im heutigen Staat Washington ansässigen Familie. Er besuchte zunächst die Roosevelt High School und studierte bis 1949 an der University of Washington. Sein Studium wurde allerdings durch den Zweiten Weltkrieg unterbrochen, an dem er als Marineoffizier im pazifischen Raum teilnahm. Während des Koreakrieges war er als Stabsoffizier an den Waffenstillstandsverhandlungen von Panmunjom beteiligt. Im Jahr 1953 verließ Evans das Militär, um als Architekt zu arbeiten.
Zwischen 1956 und 1964 war Evans republikanischer Abgeordneter im Repräsentantenhaus von Washington. Dort fungierte er von 1960 bis 1964 als Oppositionsführer (Minority Leader). 1964 wurde er als Kandidat seiner Partei zum Gouverneur von Washington gewählt, wobei er sich mit 56:44 Prozent der Stimmen gegen Amtsinhaber Albert Rosellini durchsetzte.

## Gouverneur von Washington
Evans trat sein neues Amt am 11. Januar 1965 an. Nachdem er in den Jahren 1968 und 1972 jeweils von den Wählern in seinem Amt bestätigt wurde, konnte er insgesamt 12 Jahre bis zum 12. Januar 1977 als Gouverneur regieren. Damit ist er bis heute der einzige Gouverneur von Washington, der drei zusammenhängende Amtszeiten absolviert hat.
Als Gouverneur reformierte er das Schulsystem. Seine größten Verdienste erwarb er sich aber auf dem Gebiet des Umweltschutzes. Er trat gegen die Verschmutzung von Luft und Wasser ein und versuchte Landschaften, die durch den früheren Bergbau verkommen waren, zu rekultivieren. Damals entstanden auch einige neue Natur- und Erholungsparks. Bezeichnenderweise wurde unter Gouverneur Evans das bundesweit erste Umweltministerium (Department of Ecology) eingerichtet. Daniel Evans war Mitglied mehrerer Gouverneursvereinigungen. Er wurde bald so bekannt, dass er mehrfach bei der Republikanischen Partei als Vizepräsidentschaftskandidat im Gespräch war.

## US-Senator
Auch nach dem Ende seiner Gouverneurszeit blieb Evans politisch aktiv. Zwischen 1977 und 1983 war er Präsident des Evergreen State College in Olympia. Zwischen 1983 und 1989 vertrat er seinen Staat im US-Senat in Washington DC; er trat dort die Nachfolge des verstorbenen „Scoop“ Jackson an, dessen Amtszeit er beendete. Zur Wiederwahl trat er 1988 nicht an. Nach seiner Zeit im US-Kongress gründete Evans eine Beraterfirma. Zwischen 1993 und 1997 war er außerdem noch Mitglied des Verwaltungsrats der University of Washington. 1999 wurde er in die American Academy of Arts and Sciences gewählt.

## Privates
Daniel Evans war von 1959 bis zu ihrem Tod im Januar 2024 mit Nancy Ann Bell verheiratet, mit der er drei Kinder bekam. Er starb im September 2024 im Alter von 98 Jahren.

## Einzelnachweis
1. ↑  Jack Broom, Caitlyn Freeman, Alexandra Yoon-Hendricks: Former WA Gov. Dan Evans dies at 98. In: seattletimes.com. 21. September 2024, abgerufen am 21. September 2024 (englisch).

| Personendaten    | Personendaten                              |
| ---------------- | ------------------------------------------ |
| NAME             | Evans, Daniel J.                           |
| ALTERNATIVNAMEN  | Evans, Daniel Jackson (vollständiger Name) |
| KURZBESCHREIBUNG | US-amerikanischer Politiker                |
| GEBURTSDATUM     | 16. Oktober 1925                           |
| GEBURTSORT       | Seattle, Washington                        |
| STERBEDATUM      | 20. September 2024                         |
| STERBEORT        | Seattle, Washington                        |